# اچ‌ام‌اس ایوان (۱۷۶۲)
اچ‌ام‌اس ایوان (۱۷۶۲) (به انگلیسی: HMS Terrible (1762)) یک کشتی بود که طول آن ۱۶۸ فوت ۶ اینچ (۵۱٫۳۶ متر) بود. این کشتی در سال ۱۷۶۲ ساخته شد.